# Leuk
Leuk là một đô thị huyện lỵ huyện Leuk, bang Valais, Thụy Sĩ. Đô thị này có diện tích 44,16 km2, dân số thời điểm năm 2002 là 3376 người.